# David Parada
David Parada Calvillo (* 8. März 1987 in Sevilla) ist ein spanischer Fußballspieler.

## Karriere
Parada spielte zunächst für die B-Mannschaft des FC Cádiz. Im Januar 2007 stand er gegen den FC Málaga erstmals im Kader der Profis von Cádiz, kam allerdings zu keinem Einsatz für diese in der Segunda División.
Zur Saison 2009/10 wechselte er zum Drittligisten AD Ceuta. Sein erstes Spiel in der Segunda División B absolvierte er im Dezember 2009, als er am 16. Spieltag jener Saison gegen Écija Balompié in der 79. Minute für Javi Gómez eingewechselt wurde. Zu Saisonende hatte er drei Ligaeinsätze für Ceuta zu Buche stehen. 2010 schloss er sich dem CD Badajoz an. In seiner ersten Saison für Badajoz absolvierte er 19 Spiele in der Segunda División B, in denen er ohne Treffer blieb. Sein erstes Tor in der dritthöchsten Spielklasse erzielte er schließlich im Februar 2012 bei einem 4:0-Sieg gegen den CD Roquetas.
Nach dem Zwangsabstieg von Badajoz 2012 wechselte er zum CD Teruel. Für Teruel absolvierte er in der Saison 2012/13 24 Spiele in der dritten Liga. Zu Saisonende stieg er mit dem Verein allerdings in die Tercera División ab. Daraufhin schloss Parada sich 2013 dem Algeciras CF an. Für Algeciras kam er in 31 Partien in der Segunda División B zum Einsatz, aus welcher er aber auch mit Algeciras abstieg.
Zur Saison 2014/15 wechselte er zum österreichischen Zweitligisten SKN St. Pölten. Sein erstes Spiel in der zweiten Liga absolvierte er im Juli 2014, als er am ersten Spieltag jener Saison gegen den SV Horn in der Startelf stand. Sein erstes Tor für die Niederösterreicher erzielte er im Oktober 2014 bei einem 1:0-Sieg gegen den FC Wacker Innsbruck.
Nach einer Saison in Österreich kehrte Parada 2015 nach Spanien zurück, wo er sich ein zweites Mal dem viertklassigen CD Badajoz anschloss. 2017 verließ er den Verein.